# Prosheliomyia nietneri
Prosheliomyia nietneri là một loài ruồi trong họ Tachinidae.